# Ernst Happel
Ernst Franz Hermann Happel (ur. 29 listopada 1925 w Wiedniu, zm. 14 listopada 1992 w Innsbrucku) – austriacki piłkarz, grający na pozycji obrońcy, i trener piłkarski. Był jednym z najlepszych szkoleniowców w historii, dwukrotnie (z różnymi drużynami) triumfował w Pucharze Mistrzów, a dwa razy grał w finale Pucharu UEFA. W 1978 roku prowadzona przez niego reprezentacja Holandii zdobyła wicemistrzostwo świata.
Grał na pozycji środkowego obrońcy, był jednym z pierwszych klasycznych stoperów, równie wielką wagę przywiązujących do gry ofensywnej. W 1957 roku w meczu Pucharu Mistrzów strzelił Realowi Madryt trzy gole. W barwach Rapidu Wiedeń sześciokrotnie zdobył mistrzostwo kraju.
W reprezentacji Austrii od 1947 do 1958 roku rozegrał 51 meczów i strzelił 5 goli – brązowy medal mundialu 1954 i start w mundialu 1958 (runda grupowa).

## Sukcesy szkoleniowe
- Puchar Holandii 1968 z ADO Den Haag
- mistrzostwo Holandii 1971, Puchar Mistrzów 1970 i Puchar Interkontynentalny 1970 z Feyenoordem Rotterdam
- mistrzostwo Belgii 1976, 1977 i 1978, Puchar Belgii 1977, finał Pucharu Mistrzów 1978 oraz finał Pucharu UEFA 1976 z Club Brugge
- Puchar Belgii 1981 ze Standardem Liège
- mistrzostwo Niemiec 1982 i 1983, wicemistrzostwo Niemiec 1984 i 1987, Puchar Niemiec 1987, Puchar Mistrzów 1983 i finał Pucharu UEFA 1982 z Hamburgerem SV
- mistrzostwo Austrii 1989 i 1990 oraz Puchar Austrii 1989 z Tirolem
- wicemistrzostwo świata 1978 z reprezentacją Holandii
- Trener XX wieku w Austrii.